# Juegos interligas
Los juegos interligas son en Grandes Ligas de Béisbol, los partidos que disputan equipos de la Liga Americana contra la Liga Nacional en la temporada regular. Estos juegos se introdujeron en el año 1997. Anteriormente los equipos de la Americana contra la Nacional se enfrentaban solamente en la Serie Mundial, el juego de las estrellas y partidos de exhibición.

## Historia
El 12 de junio de 1997 los Vigilantes de Texas contra los Gigantes de San Francisco inauguraron los juegos interligas en el Ballpark en Arlington. 
Del año 1997 hasta 2001 los equipos de la Liga Americana división Oeste jugaban contra los equipos de esa propia división pero de la liga contraria. En el 2002 los equipos de la división Oeste de la Americana jugaron contra la división Este de la Nacional, la división Central de la A/L contra la división Este de la N/L, y la división Oeste de la A/L contra la división Central de la N/L. En el 2006 se constituyó una rotación entre las divisiones y se intercambiaban en los partidos.
Desde 2013, cada equipo disputa entre 20 juegos interligas por temporada.
Cuando estamos en presencia de juegos interligas siempre vamos a encontrar al bateador designado cuando el equipo de la Liga Nacional sea visitante.
Hasta el 2006 la Liga Nacional le ha ganado 1104 partidos y ha perdido 1095 contra la Liga Americana. En el 2006 la Liga Americana le ganó 154 partidos y perdió 98 contra la Liga contraria, que es un nuevo récord. Los equipos que más se destacan en ganados y perdidos en los partidos interligas son los Yankees y Oakland que tienen un récord de 103-71 y 103-73 respectivamente, hay que destacar que ambos equipos pertenecen a la Liga Americana.

## Registro

### Victorias por Liga
| Año     | Mejor Registro | Total de Juegos | Liga Americana | Liga Nacional | Pct de victoria* |
| ------- | -------------- | --------------- | -------------- | ------------- | ---------------- |
| 1997    | Nacional       | 214             | 97             | 117           | .547             |
| 1998    | Americana      | 224             | 114            | 110           | .509             |
| 1999    | Nacional       | 251             | 116            | 135           | .538             |
| 2000    | Americana      | 251             | 136            | 115           | .542             |
| 2001    | Americana      | 252             | 132            | 120           | .524             |
| 2002    | Nacional       | 252             | 123            | 129           | .512             |
| 2003    | Nacional       | 252             | 115            | 137           | .544             |
| 2004    | Americana      | 252             | 127            | 125           | .504             |
| 2005    | Americana      | 252             | 136            | 116           | .540             |
| 2006    | Americana      | 252             | 154            | 98            | .611             |
| 2007    | Americana      | 252             | 137            | 115           | .544             |
| 2008    | Americana      | 252             | 149            | 103           | .591             |
| 2009    | Americana      | 252             | 138            | 114           | .548             |
| 2010    | Americana      | 252             | 134            | 118           | .532             |
| 2011    | Americana      | 252             | 131            | 121           | .520             |
| 2012    | Americana      | 252             | 142            | 110           | .563             |
| 2013    | Americana      | 300             | 154            | 146           | .513             |
| 2014    | Americana      | 300             | 163            | 137           | .543             |
| 2015    | Americana      | 300             | 167            | 133           | .557             |
| 2016    | Americana      | 300             | 165            | 135           | .550             |
| 2017    | Americana      | 300             | 160            | 140           | .533             |
| Totales | Americana      | 5.464           | 2.890          | 2.574         | .529             |

- - Pct de victoria es con respecto a la liga que tiene el mejor registro de la temporada.

### Registro Interliga por equipos (hasta la temporada  2014)
| Equipo                        | Registro |
| ----------------------------- | -------- |
| Arizona Diamondbacks          | .464     |
| Atlanta Braves                | .529     |
| Baltimore Orioles             | .445     |
| Boston Red Sox                | .569     |
| Chicago Cubs                  | .460     |
| Chicago White Sox             | .576     |
| Cincinnati Reds               | .443     |
| Cleveland Indians             | .484     |
| Colorado Rockies              | .475     |
| Detroit Tigers                | .537     |
| Houston Astros                | .465     |
| Kansas City Royals            | .452     |
| Los Angeles Angels of Anaheim | .577     |
| Los Angeles Dodgers           | .453     |
| Miami Marlins                 | .519     |
| Milwaukee Brewers             | .459     |
| Minnesota Twins               | .557     |
| New York Mets                 | .515     |
| New York Yankees              | .603     |
| Oakland Athletics             | .542     |
| Philadelphia Phillies         | .453     |
| Pittsburgh Pirates            | .397     |
| St. Louis Cardinals           | .532     |
| San Diego Padres              | .437     |
| San Francisco Giants          | .512     |
| Seattle Mariners              | .539     |
| Tampa Bay Rays                | .474     |
| Texas Rangers                 | .525     |
| Toronto Blue Jays             | .466     |
| Washington Nationals          | .482     |

## Encuentros interesantes

### Por zonas geográficas
- Yankees de Nueva York vs. Mets de Nueva York
- Medias Blancas de Chicago vs. Cachorros de Chicago
- Los Angeles Angels of Anaheim vs. Los Angeles Dodgers
- Atléticos de Oakland vs. Gigantes de San Francisco
- Mantarrayas de Tampa Bay vs. Marlins de la Florida
- Indios de Cleveland vs. Rojos de Cincinnati
- Reales de Kansas City vs. Cardenales de San Luis
- Vigilantes de Texas vs. Astros de Houston
- Orioles de Baltimore vs. Nacionales de Washington

- Mellizos de Minnesota vs. Cerveceros de Milwaukee

### Juegos de la Historia
- Boston Red Sox vs. New York Mets
- Toronto Blue Jays vs. Atlanta Braves
- Toronto Blue Jays vs. Philadelphia Phillies
- New York Yankees vs. Atlanta Braves
- New York Yankees vs. Los Angeles Dodgers
- Minnesota Twins vs. Los Angeles Dodgers
- Boston Red Sox vs. Chicago Cubs
- Toronto Blue Jays vs. Montreal Expos
- Boston Red Sox vs. Atlanta Braves
- Philadelphia Phillies vs. Oakland Athletics
- St. Louis Cardinals vs. Baltimore Orioles
- San Francisco Giants vs. Los Angeles Angels of Anaheim
- Los Angeles Dodgers vs. Oakland Athletics
- St. Louis Cardinals vs. New York Yankees